# Política de vistos do Brasil

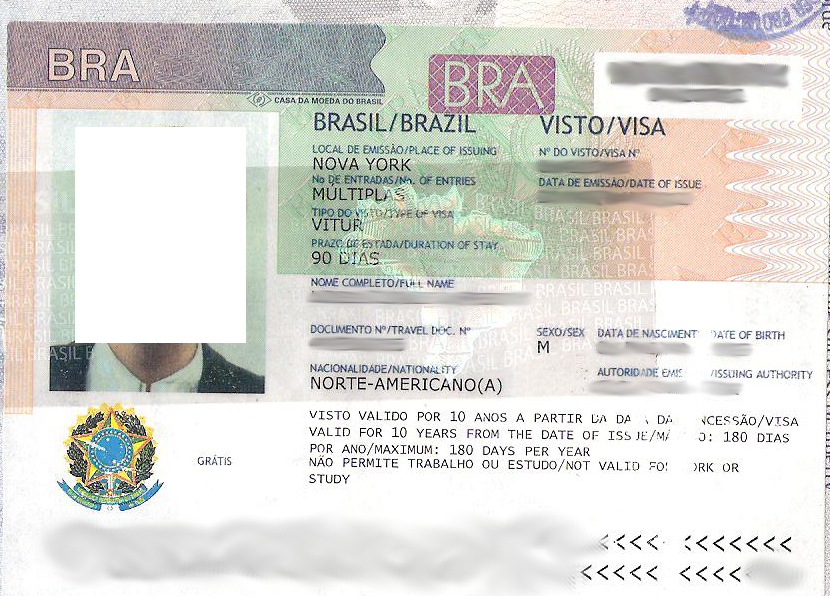
Um visto brasileiro

Pessoas que desejem visitar o Brasil devem obter um visto em uma das missões diplomáticas brasileiras, a menos que sejam cidadãos de um dos países isentos de visto ou tenham a opção de obter um visto eletrônico. Para estadias superiores a 90 dias ou para trabalhar no Brasil, todos os estrangeiros devem possuir visto ou autorização de residência.

## Mapa da política de vistos

Política de vistos do Brasil
Brasil
Não requer visto (pode entrar com um cartão de identidade)
Não requer visto
Visto eletrônico
Requer visto

## Isenção de visto

### Passaportes comuns
Titulares de passaportes comuns dos seguintes países e entidades podem entrar sem necessidade de visto e permanecer no Brasil por até 90 dias (salvo indicação em contrário).
| - Todos os Estados-membros da União Europeia | | | |
| - África do Sul - Albânia - Andorra - Antígua e Barbuda - Argentina - Armênia - Bahamas - Barbados - Belarus - Belize - Bolívia - Bósnia e Herzegovina - Botswana - Catar - Cazaquistão - Chile - Colômbia - Coreia do Sul - Costa Rica | - Dominica - Emirados Árabes Unidos - Equador - El Salvador - Filipinas - Fiji - Geórgia - Granada - Guatemala - Guiana - Honduras - Hong Kong - Indonésia - Islândia - Israel - Jamaica - Japão - Liechtenstein - Macau - Macedônia do Norte | - Marrocos - Malásia - México - Moldávia - Mônaco - Mongólia - Montenegro - Namíbia - Nova Zelândia - Nicarágua - Noruega - Ordem de Malta - Panamá - Paraguai - Peru - República Dominicana - Reino Unido - Rússia - São Cristóvão e Névis - São Vicente e Granadinas | - San Marino - Santa Lúcia - Sérvia - Seychelles - Singapura - Suriname - Suíça - Tailândia - Trindade e Tobago - Tunísia - Turquia - Ucrânia - Uruguai - Vaticano - Venezuela |

| Data de alterações nas políticas de visto |                                                                        |
| --- | ---------------------------------------------------------------------- |
| - antes de 15 de fevereiro de 2001: África do Sul, Alemanha, Argentina, Áustria, Bélgica, Chile, Colômbia, Costa Rica, Dinamarca, Eslovênia, Espanha, Equador, Filipinas, Finlândia, França, Grécia, Irlanda, Islândia, Israel, Itália, Luxemburgo, Marrocos, Mônaco, Noruega, Países Baixos, Paraguai, Peru, Polônia, Portugal, Reino Unido, San Marino, Suécia, Suíça, Suriname, Tailândia, Uruguai, Vaticano; Andorra, Bahamas, Barbados, Bolívia, Liechtenstein, Malásia, Namíbia, Trindade e Tobago, Venezuela (para turismo). Os acordos com alguns desses países entraram em vigor nas datas abaixo, mas as isenções de visto podem ter começado antes em acordos anteriores: - 1 de agosto de 1931: Áustria (substituído por outro acordo de 21 de outubro de 1967) - 11 de dezembro de 1948: Liechtenstein (para turismo) - 21 de julho de 1953: Dinamarca - 11 de outubro de 1965: Espanha - 1 de abril de 1969: Finlândia - 5 de maio de 1969: México (finalizado em 20 de novembro de 1990) - 26 de agosto de 1969: Colômbia - 28 de agosto de 1969: Islândia - 7 de abril de 1971: Trindade e Tobago (para turismo) - 22 de agosto de 1972: Filipinas (substituído por outro acordo de 25 de outubro de 1973) - 12 de julho de 1973: Equador - 1 de março de 1985: França (substituído por outro acordo de 27 de junho de 1996) - 15 de novembro de 1988: Suriname - 20 de novembro de 1990: removido acordo com o México - 27 de novembro de 1990: Venezuela (para turismo) - 28 de novembro de 1992: Namíbia (para turismo) - 28 de dezembro de 1995: Bolívia (para turismo) - 30 de agosto de 1996: Eslovênia - 6 de dezembro de 1996: Costa Rica - 26 de dezembro de 1996: África do Sul - 25 de janeiro de 1997: Portugal (substituído por outros acordos, um de 5 de setembro de 2001 e outro de 5 de dezembro de 2007) - 2 de julho de 1998: Reino Unido - 22 de julho de 1999: Malásia (para turismo) - 27 de outubro de 1999: Tailândia - 22 de abril de 2000: Polônia - 29 de agosto de 2000: Israel - antes de 3 de junho de 2002: Macau - antes de 8 de dezembro de 2004: Ordem de Malta; Trindade e Tobago (para negócios) - 19 de julho de 2001: Hungria - 7 de janeiro de 2002: Panamá (para turismo) - 20 de maio de 2002: Coreia do Sul - 1 de julho de 2004: Turquia - 7 de fevereiro de 2004: México (suspenso de 23 de outubro de 2005 a 16 de maio de 2013) - 6 de agosto de 2004: Tunísia - 21 de outubro de 2004: Nova Zelândia - 6 de agosto de 2005: Eslováquia - 16 de setembro de 2005: Bolivia (para negócios) - 3 de outubro de 2005: Tchéquia - 7 de outubro de 2005: Bulgária - 23 de outubro de 2005: suspensão do acordo pelo México - 3 de novembro de 2005: Guiana (para turismo) - 5 de janeiro de 2006: Guatemala (para turismo) - 31 de março de 2006: Honduras (suspenso de 5 de setembro de 2009 a 20 de julho de 2011) - 17 de agosto de 2006: Croácia - 11 de novembro de 2007: Romênia - 22 de outubro de 2008: Hong Kong - 25 de outubro de 2008: Lituânia - 5 de setembro de 2009: suspensão do acordo de vistos com Honduras - 19 de fevereiro de 2010: El Salvador - 7 de junho de 2010: Rússia - 1 de abril de 2011: Venezuela (para negócios) - 20 de julho de 2011: volta a vigorar o acordo com Honduras - 30 de outubro de 2011: Ucrânia - 1 de outubro de 2012: Chipre, Estônia, Letônia, Malta - 4 de abril de 2013: Bósnia e Herzegovina - 16 de maio de 2013: retomada do acordo com o México - 11 de julho de 2013: Guiana (para negócios) - 17 de agosto de 2013: Sérvia - 9 de janeiro de 2014: Singapura - 9 de julho de 2014: Granada - 14 de novembro de 2014: São Vicente e Granadinas - 29 de novembro de 2014: Albânia - 20 de dezembro de 2014: Antígua e Barbuda - 7 de março de 2015: São Cristóvão e Névis - 10 de abril de 2015: Geórgia - 17 de maio de 2015: Dominica - 27 de junho de 2015: Jamaica - 13 de setembro de 2015: Belize - 21 de outubro de 2015: Mongólia - 25 de novembro de 2015: Armênia - 1 de junho de 2016: Austrália, Canadá, Estados Unidos e Japão (isenção unilateral para turismo durante as Olimpíadas de 2016; finalizada em 18 de setembro de 2016) - 27 de julho de 2016: Montenegro - 27 de agosto de 2016: Macedônia do Norte - 6 de setembro de 2016: Cazaquistão - 18 de setembro de 2016: removidos Austrália, Canadá, Estados Unidos e Japão (fim da isenção unilateral para turismo) - 23 de outubro de 2016: Seicheles - 25 de novembro de 2016: Bielorrússia - 29 de junho de 2017: Fiji - 21 de novembro de 2017: Andorra, Bahamas, Barbados, Guatemala, Liechtenstein, Malásia, Namíbia e Panamá (para negócios) - 21 de novembro de 2017: visto eletrônico para nacionais da Austrália (finalizado em 13 de junho de 2019) - 20 de dezembro de 2017: Nicarágua - 11 de janeiro de 2018: emissão de vistos eletrônicos para nacionais do Japão (finalizada em 13 de junho de 2019) - 18 de janeiro de 2018: emissão de vistos eletrônicos para nacionais do Canadá (finalizada em 13 de junho de 2019) - 25 de janeiro de 2018: emissão de vistos eletrônicos para nacionais dos Estados Unidos (finalizada em 13 de junho de 2019) - 2 de junho de 2018: Emirados Árabes Unidos - 10 de junho de 2018: Indonésia - 13 de junho de 2019: descontinuadas as solicitações de vistos eletrônicos - 17 de junho de 2019: Austrália, Canadá, Estados Unidos e Japão (isenção unilateral; substituído por isenção recíproca para cidadãos do Japão em 30 de setembro de 2023 e visto eletrônico para cidadãos da Austrália, Canadá e Estados Unidos em 10 de abril de 2025) - 27 de dezembro de 2019: Catar - 21 de outubro de 2021: República Dominicana - 13 de março de 2022: Moldávia - 26 de julho de 2022: Botsuana - 30 de setembro de 2023: Japão (isenção recíproca) - 14 de janeiro de 2024: Santa Lúcia - 10 de abril de 2025: finalizada isenção unilateral, volta de exigência de visto eletrônico para cidadãos de Austrália, Canadá e Estados Unidos |                                                                        |
| | Esta lista está incompleta. Você pode ajudar a Wikipédia expandindo-a. |

Visitantes que entram no Brasil com isenção de visto estão sujeitos às mesmas restrições que aqueles que entram no Brasil com visto de visitante (para turismo, negócios, trânsito, atividades artísticas e esportivas, sem pagamento de fontes brasileiras).
Nacionais espanhóis são especificamente obrigados a apresentar passagem de entrada e saída do Brasil, comprovante de hospedagem ou carta-convite autenticada em cartório e comprovante de renda de, no mínimo, R$ 170 por dia.
Não são exigidos vistos para trânsito aeroportuário, de qualquer nacionalidade, desde que o viajante não saia da área de trânsito internacional.
Nacionais brasileiros que também possuam outra nacionalidade estão autorizados a entrar e sair do Brasil com o passaporte do outro país em combinação com a carteira de identidade brasileira. Caso não apresentem este documento brasileiro, ainda poderão entrar no Brasil como estrangeiros, sujeitos aos requisitos e limitações regulares. No entanto, geralmente este caso só é possível se o Brasil não exigir visto da outra nacionalidade. O Brasil só emite vistos para pessoas com dupla nacionalidade em circunstâncias excepcionais, como para aqueles que trabalham em cargos governamentais estrangeiros que proíbem o uso do passaporte brasileiro.

### Passaportes não comuns

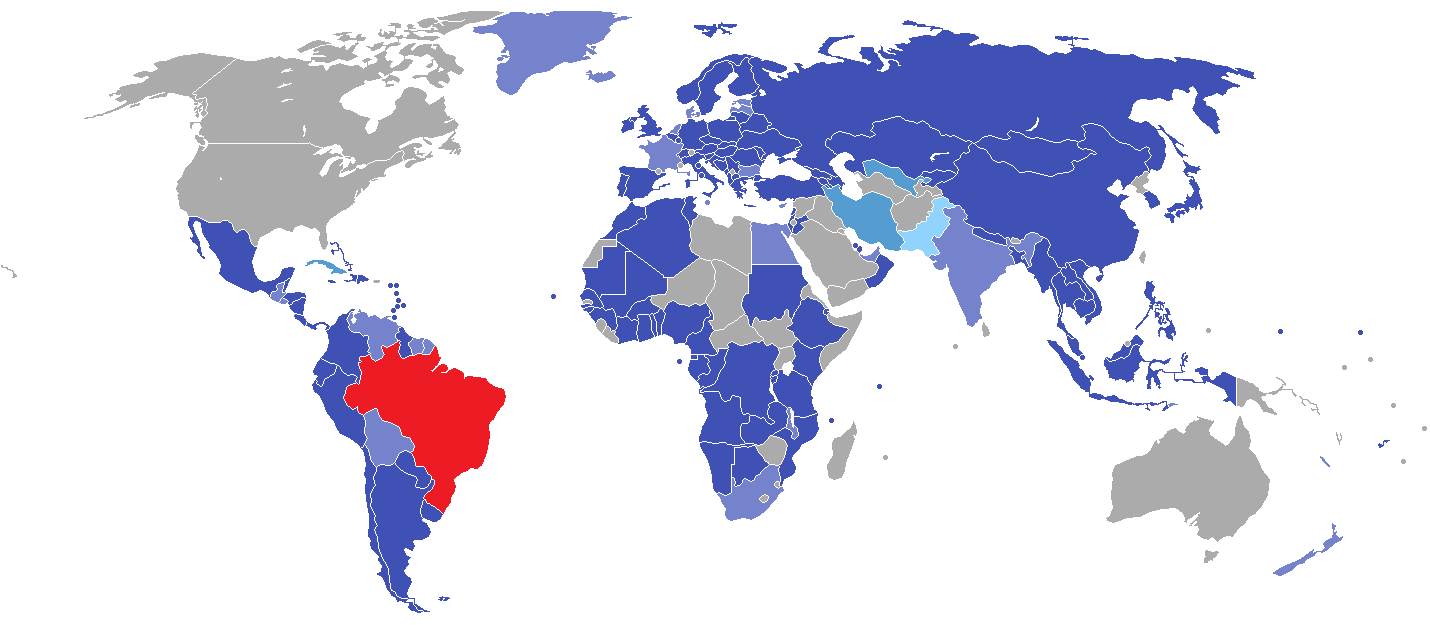
Isenção de visto para o Brasil para portadores de passaportes diplomático, oficial e de serviço
Brasil
Passaportes diplomático, oficial ou de serviço
Passaportes diplomático, oficial ou de serviço (não acreditado no Brasil)
Passaportes diplomáticos
Passaportes diplomáticos (não acreditados no Brasil)

Titulares de passaportes diplomáticos, oficiais ou de serviço de países isentos de visto (listados acima) podem entrar no Brasil sem visto (exceto Andorra, Liechtenstein, Mônaco e Nova Zelândia).
Além disso, titulares de passaportes diplomáticos, oficiais ou de serviço de Angola, Argélia, Azerbaijão, Bahrein, Bangladesh, Benin, Burkina Faso, Burundi, Cabo Verde, Camarões, Camboja, China, Congo, Costa do Marfim, Egito, Etiópia, Gabão, Gana, Guiné, Guiné-Bissau, Guiné Equatorial, Haiti, Ilhas Marshall, Índia, Jordânia, Laos, Líbano, Malawi, Mali, Mauritânia, Moçambique, Myanmar, Nepal, Nigéria, Omã, Quênia, Quirguistão, Ruanda, São Tomé e Príncipe, Senegal, Sri Lanka, Sudão, Tanzânia, Timor-Leste, Togo, Vietnã, Zâmbia e portadores de passaportes diplomáticos de Cuba, Irã, Paquistão e Uzbequistão poderão entrar no Brasil sem visto.

### Alterações propostas
- México – O governo mexicano suspendeu unilateralmente seu acordo de isenção de visto com o Brasil, que exigia autorização eletrônica para cidadãos brasileiros viajarem ao México a partir de 11 de dezembro de 2021,[103] um visto para viajar ao México a partir de 18 de agosto de 2022,[104] e um visto para transitar pelo México a partir de 22 de outubro de 2023.[105] No entanto, o governo brasileiro manteve a isenção de visto para cidadãos mexicanos viajarem ao Brasil na época. Em julho de 2023, ambos os governos anunciaram a sua intenção de adotar vistos eletrônicos para os nacionais um do outro e, eventualmente, retomar o seu acordo de isenção de vistos.[106] Em setembro de 2024, o governo brasileiro contratou a VFS Global para implementar o sistema de emissão de vistos eletrônicos para cidadãos mexicanos.[107]

O Brasil assinou acordos de isenção de visto com os seguintes países, mas eles ainda não estão em vigor:
- União Europeia – alteração do acordo existente para portadores de passaportes comuns, redefinindo o período máximo de isenção de visto para 90 dias dentro de qualquer período de 180 dias[108]
- Micronésia – para portadores de passaporte diplomático, oficial ou de serviço: 90 dias, ou todo o período de uma missão, se credenciados no Brasil (a partir de 9 de julho de 2025)[109]
- Serra Leoa – para portadores de passaporte diplomático, oficial ou de serviço: 90 dias, ou todo o período de uma missão, se credenciados no Brasil[110]

## Visto eletrônico
Os cidadãos dos seguintes países podem solicitar vistos de visitante eletronicamente:
| - Austrália - Canadá - Estados Unidos |

## Tipos e requisitos de visto

### Visto de visitante
O visto de visitante (VIVIS) permite estadias de até 90 dias, para as seguintes finalidades:
- Turismo, incluindo atividades culturais e recreativas, visitas familiares, participação em conferências, trabalho voluntário, pesquisa, estudo e ensino;
- Negócios, incluindo reuniões, eventos, reportagens, filmagens, levantamentos, assinatura de contratos, auditorias, consultoria, tripulação de aeronaves e navios;
- Trânsito;
- Atividades artísticas e esportivas.

Os titulares de visto de visitante não estão autorizados a receber pagamento de fontes brasileiras pelas atividades realizadas durante sua estadia, exceto diárias para despesas de subsistência, pagamentos por espetáculos de entretenimento, remuneração pela administração de seus próprios negócios, reembolso de despesas de viagem e prêmios em competições.
O visto de visitante geralmente é válido para múltiplas entradas durante o período de validade do visto, que geralmente é de um ano, mas pode ser mais longo para algumas nacionalidades. Cada estadia é inicialmente limitada a 90 dias, mas uma extensão pode ser solicitada à Polícia Federal após a chegada. As estadias combinadas não devem exceder 180 dias no período de um ano.

### Visto temporário
Existem diversos tipos de vistos temporários (VITEM) disponíveis para estadias superiores a 90 dias. Certos tipos de visto permitem atividade laboral no Brasil. Para alguns vistos de trabalho ou investimento, o requerente deve obter autorização da Coordenação-Geral de Imigração (CGIG) antes de solicitar o visto.
Todos os portadores de visto temporário que pretendam permanecer por mais de 90 dias devem se registrar junto à Polícia Federal em até 90 dias após a chegada. Após o registro, recebem a Carteira de Registro Nacional Migratório (CRNM) e a residência por um período determinado. Em alguns casos, esse período pode ser "indeterminado" (residência permanente). Residentes temporários podem posteriormente solicitar a renovação do seu período de residência ou, em alguns casos, convertê-lo em residência permanente. Somente o tempo passado como residente permanente qualifica para a naturalização.
Além do registro, o número de contribuinte (CPF) é exigido para diversas transações, e a carteira de trabalho (CTPS) é exigida para aqueles que trabalharão no Brasil. Esses documentos podem ser obtidos em formato digital online, gratuitamente.
| VITEM | Categoria                                      | Emprego no Brasil | CGIG autorização | Nacionalidade | Residêncis                                                               |
| ----- | ---------------------------------------------- | ----------------- | ---------------- | --- | ------------------------------------------------------------------------ |
| I     | Pesquisa, ensino ou acadêmico                  | sim               | requer           | qualquer | 2 anos, depois permanente                                                |
| I     | Pesquisa, ensino ou acadêmico                  | não               | não requer       | qualquer | 2 anos, renovável                                                        |
| II    | Tratamento médico                              | não permitido     | não requer       | qualquer | 1 ano, renovável                                                         |
| III   | Humanitário                                    | permitido         | não requer       | Afeganistão · Haiti · Síria · Ucrânia                                                                             | 2 anos, depois permanente                                                |
| IV    | Estudante                                      | permitido         | não requer       | qualquer | 1 ano, renovável                                                         |
| V     | Trabalho remunerado                            | sim               | requer           | qualquer | 2 anos, depois permanente                                                |
| V     | Trabalho remunerado                            | não               | em alguns casos  | qualquer | 1 ou 2 anos                                                              |
| VI    | Férias-trabalho                                | permitido         | não requer       | Alemanha · Austrália · França · Nova Zelândia                                                                     | 1 ano                                                                    |
| VII   | Religioso                                      | não permitido     | não requer       | qualquer | 2 anos, depois permanente                                                |
| VIII  | Trabalho voluntário                            | não permitido     | não requer       | qualquer | 1 ano, renovável                                                         |
| IX    | Investimento em negócios                       | não permitido     | requer           | qualquer | permanente logo de início                                                |
| IX    | Investimento em imóveis                        | não permitido     | requer           | qualquer | 4 anos, depois permanente                                                |
| X     | Econômico, científico, tecnológico ou cultural | não implementado  | não implementado | não implementado                                                                                                  | não implementado                                                         |
| XI    | Reunião familiar                               | permitido         | não requer       | qualquer | o mesmo do membro da família com que se reúne, ou permanente após 4 anos |
| XII   | Artístico ou desportivo                        | não permitido     | requer           | qualquer | 1 ano, renovável                                                         |
| XIII  | Acordos internacionais                         | permitido         | não requer       | Argentina · Uruguai                                                                                               | permanente logo de início                                                |
| XIII  | Acordos internacionais                         | permitido         | não requer       | Bolívia · Chile · Colômbia · Equador · Paraguai · Peru                                                            | 2 anos, depois permanente                                                |
| XIV   | Aposentadoria                                  | não permitido     | não requer       | qualquer | 2 anos, depois permanente                                                |
| XIV   | Nômade digital                                 | não permitido     | não requer       | qualquer | 1 ano, renovável                                                         |
| XIV   | Países da Comunidade da Língua Portuguesa      | permitido         | não requer       | Angola · Cabo Verde · Guiné-Bissau · Guiné Equatorial · Moçambique · Portugal · São Tomé e Príncipe · Timor-Leste | 2 anos, depois permanente                                                |
| XV    | Formação médica                                | não permitido     | não requer       | qualquer | 4 anos, renovável                                                        |

#### Visto humanitário
O VITEM III é um visto humanitário concedido a nacionais ou apátridas residentes de países que vivenciam grave instabilidade, conflito armado, desastre ou violações de direitos humanos. O Brasil definiu Afeganistão, Haiti, Síria e Ucrânia para este fim. A residência é concedida inicialmente por dois anos, após os quais o requerente pode solicitar residência permanente.

#### Programa de férias-trabalho
O VITEM VI é um visto de trabalho de férias, cujo objetivo principal deve ser o turismo, mas trabalho remunerado também é permitido. Este visto está disponível apenas por acordo internacional com o país de nacionalidade do requerente. Tais acordos estão em vigor com Alemanha, Austrália, França, e Nova Zelândia. Esses acordos exigem que o requerente tenha entre 18 e 30 anos de idade e permitem uma estadia de até um ano.

#### Investimento
O VITEM IX está disponível para três tipos de investimento. Um tipo é para gestores e executivos cujas empresas invistam pelo menos R$ 600.000 em uma empresa brasileira, ou pelo menos R$ 150.000 e também gerem pelo menos 10 novos empregos em dois anos. Outra modalidade é para requerentes que investem pessoalmente pelo menos R$ 500.000 em uma empresa brasileira, ou pelo menos R$ 150.000 em atividades de pesquisa. Em ambos os casos, o requerente recebe a residência permanente desde o início.
O outro tipo de investimento exige a aquisição pessoal de imóvel urbano, no valor mínimo de R$ 700.000,00 se localizado nas regiões Norte ou Nordeste, ou no mínimo de R$ 1 milhão se localizado em outra região. Nesse caso, a residência é concedida inicialmente por quatro anos, após os quais o requerente poderá solicitar a residência permanente.

#### Reunião familiar
O VITEM XI está disponível para cônjuges, companheiros(as), filhos(as), netos(as), pais, avós, irmãos(ãs) dependentes e enteados(as) dependentes de um(a) cidadão(ã) brasileiro(a), ou de uma pessoa que possua ou solicite residência brasileira que não seja baseada em reunião familiar, e para responsáveis legais de um(a) cidadão(ã) brasileiro(a). Para este visto, a residência é concedida inicialmente pelo mesmo período do(a) membro(a) da família. Os requerentes podem solicitar residência permanente quando o(a) membro(a) da família a adquirir ou após quatro anos de residência.

#### Acordos internacionais
O VITEM XIII está disponível para cidadãos de países com acordos de residência. Acordos que concedem residência permanente desde o início estão em vigor com a Argentina e Uruguai. Um acordo do Mercosul também está em vigor com a Bolívia, Chile, Colômbia, Equador, Paraguai e Peru, fornecendo residência inicialmente por dois anos, após os quais o requerente pode solicitar residência permanente.

#### Políticas de imigração
O VITEM XIV está disponível em diversas categorias de acordo com a política de imigração brasileira.
Uma categoria é destinada a aposentados e beneficiários de pensão por morte que possuam renda mensal mínima de US$ 2.000 e possam transferi-la para o Brasil. A residência é concedida inicialmente por dois anos, após os quais o requerente poderá solicitar a residência permanente.
Outra categoria é a de nômades digitais, que trabalhem remotamente para um empregador estrangeiro utilizando tecnologia de Telecomunicações, com renda mensal mínima de US$ 1.500, proveniente de pagador estrangeiro ou recursos bancários mínimos de US$ 18.000. A residência é concedida por um ano, podendo ser renovada.
Com base em um acordo da Comunidade dos Países de Língua Portuguesa, o VITEM XIV também está disponível para cidadãos de Angola, Cabo Verde, Guiné-Bissau, Guiné Equatorial, Moçambique, Portugal, São Tomé e Príncipe e Timor-Leste que sejam professores, pesquisadores, técnicos, docentes, empresários, artistas, atletas, gestores de eventos culturais e esportivos e estudantes de intercâmbio. Nacionais desses países que já se encontram no Brasil, independentemente de ocupação ou status imigratório, podem solicitar residência, que é concedida inicialmente por dois anos, após os quais podem solicitar residência permanente.

#### Formação médica
O VITEM XV (VICAM) está disponível para médicos participarem do programa de formação médica Mais Médicos. Este visto permite uma estadia de até quatro anos, renovável por mais quatro.

#### Solicitações de residência já estando no Brasil
Solicitações de residência com as mesmas finalidades e condições dos vistos temporários (exceto VITEM XII e XV) também podem ser feitas enquanto o indivíduo já estiver no Brasil, tendo entrado com um visto ou dispensa específica, mas posteriormente se qualificando para uma categoria diferente ou mais desejável. Além disso, indivíduos em diversas circunstâncias também podem solicitar residência já no Brasil:
- Ex-cidadãos brasileiros[p][142]
- Refugiados, requerentes de asilo e apátridas[p][133]
- Menores desacompanhados[q][143]
- Indivíduos cumprindo pena criminal ou Liberdade condicional no Brasil[r][133]
- Nacionais de países vizinhos que não ratificaram o acordo de residência do Mercosul (Guiana, Suriname e Venezuela)[s][144]
- Nacionais de Cuba que tenham participado do programa de formação médica Mais Médicos[s][145] e Senegal[146] que tenham pedido de refúgio em análise (requer a retirada do pedido)[s]

### Vistos diplomáticos, oficiais e de cortesia
O Brasil emite vistos diplomáticos (VIDIP) para representantes de governos estrangeiros ou organizações internacionais, bem como vistos oficiais (VISOF) para seus funcionários. Também emite vistos de cortesia (VICOR) para pessoas ilustres em viagens não oficiais, para familiares e empregados domésticos de portadores de vistos diplomáticos ou oficiais e para artistas e atletas em eventos culturais gratuitos.

### Documentos de viagem aceitos
Para a emissão de vistos de visitante e temporários, o Brasil aceita passaportes de todas as entidades que mantêm relações diplomáticas com o país (todos os Estados-membros e Estados observadores das Nações Unidas e da Ordem de Malta), bem como de Kosovo e Taiwan. Caso o requerente não possua nenhum desses passaportes, o visto será emitido por meio de um laissez-passer.
Para a emissão de vistos diplomáticos e oficiais, o Brasil aceita apenas passaportes de entidades que mantêm relações diplomáticas com o país.

## Estatísticas de visitas ao Brasil
| País           | 2024      | 2023      | 2022      | 2021    | 2020      | 2019      | 2018      | 2017      | 2016      | 2015      | 2014      | 2013      | 2012      | 2011      |
| -------------- | --------- | --------- | --------- | ------- | --------- | --------- | --------- | --------- | --------- | --------- | --------- | --------- | --------- | --------- |
| Argentina      | 1,960,182 | 1,882,240 | 1,032,762 | 67,280  | 887,805   | 1,954,725 | 2,498,483 | 2,622,327 | 2,294,900 | 2,079,823 | 1,743,930 | 1,711,491 | 1,671,604 | 1,593,775 |
| Estados Unidos | 728,537   | 668,478   | 441,007   | 132,182 | 172,105   | 590,520   | 538,532   | 475,232   | 570,350   | 575,796   | 656,801   | 592,827   | 586,463   | 594,947   |
| Chile          | 653,895   | 458,576   | 202,470   | 46,673  | 131,174   | 391,689   | 387,470   | 342,143   | 311,813   | 306,331   | 336,950   | 268,203   | 250,586   | 217,200   |
| Paraguai       | 465,020   | 424,460   | 308,234   | 132,126 | 122,981   | 406,526   | 356,897   | 336,646   | 316,714   | 301,831   | 293,841   | 268,932   | 246,401   | 192,730   |
| Uruguai        | 388,464   | 334,703   | 180,064   | 11,575  | 113,714   | 364,830   | 348,336   | 328,098   | 284,113   | 267,321   | 223,508   | 262,512   | 253,864   | 261,204   |
| França         | 235,163   | 187,559   | 130,910   | 34,848  | 70,369    | 257,504   | 238,345   | 254,153   | 263,774   | 261,075   | 282,375   | 224,078   | 218,626   | 207,890   |
| Portugal       | 218,354   | 182,463   | 149,747   | 38,704  | 51,028    | 176,229   | 145,816   | 144,095   | 149,968   | 162,305   | 170,066   | 168,250   | 168,649   | 183,728   |
| Alemanha       | 182,166   | 158,582   | 120,670   | 29,514  | 61,149    | 206,882   | 209,039   | 203,045   | 221,513   | 224,549   | 265,498   | 236,505   | 258,437   | 241,739   |
| Itália         | 154,495   | 129,447   | 86,766    | 18,907  | 45,646    | 182,587   | 175,763   | 171,654   | 181,493   | 202,015   | 228,734   | 233,243   | 230,114   | 229,484   |
| Reino Unido    | 153,754   | 130,239   | 87,909    | 9,809   | 48,595    | 163,425   | 154,586   | 185,858   | 202,671   | 189,269   | 217,003   | 169,732   | 155,548   | 149,564   |
| Espanha        | 132,484   | 114,096   | 83,745    | 22,828  | 32,665    | 145,325   | 147,159   | 137,202   | 147,846   | 151,029   | 166,759   | 169,751   | 180,406   | 190,392   |
| Peru           | 131,368   | 99,353    | 61,634    | 13,077  | 33,895    | 135,880   | 121,326   | 115,320   | 114,276   | 113,078   | 117,230   | 98,602    | 91,996    | 86,795    |
| Bolívia        | 129,992   | 123,803   | 90,694    | 26,330  | 45,449    | 132,069   | 126,253   | 126,781   | 138,106   | 108,149   | 95,300    | 95,028    | 112,639   | 85,429    |
| Colômbia       | 129,501   | 118,163   | 84,470    | 27,892  | 27,129    | 126,595   | 131,596   | 140,363   | 135,192   | 118,866   | 158,886   | 116,461   | 100,324   | 91,345    |
| México         | 99,137    | 82,324    | 52,171    | 12,731  | 18,068    | 82,921    | 79,891    | 81,778    | 94,609    | 90,361    | 109,637   | 76,738    | 61,658    | 64,451    |
| Canadá         | 96,540    | 86,591    | 54,252    | 8,077   | 26,950    | 77,043    | 71,160    | 48,951    | 70,103    | 68,293    | 78,531    | 67,610    | 68,462    | 70,358    |
| China          | 76,524    | 42,542    | 8,787     | 2,360   | 6,297     | 68,578    | 56,333    | 61,250    | 57,860    | 53,064    | 57,502    | 60,140    | 65,945    | 55,978    |
| Japão          | 61,129    | 42,341    | 17,635    | 1,904   | 20,476    | 78,914    | 63,708    | 60,342    | 79,754    | 70,102    | 84,636    | 87,225    | 73,102    | 63,247    |
| Suíça          | 58,092    | 50,359    | 38,371    | 13,568  | 17,063    | 63,826    | 70,040    | 69,484    | 69,074    | 70,319    | 80,277    | 68,390    | 69,571    | 65,951    |
| Países Baixos  | 54,273    | 45,917    | 35,488    | 9,080   | 16,532    | 59,752    | 62,651    | 59,272    | 72,268    | 66,870    | 81,655    | 69,187    | 73,133    | 72,162    |
| Austrália      | 52,888    | 46,935    | 25,825    | 1,650   | 17,932    | 56,158    | 42,235    | 33,862    | 49,809    | 44,896    | 67,389    | 45,079    | 43,161    | 35,642    |
| Irlanda        | 42,832    | 35,983    | 30,216    | 4,478   | 10,419    | 34,973    | 23,917    | 13,363    | 16,428    | 17,651    | 19,467    | 19,352    | 18,457    | 16,871    |
| Equador        | 38,493    | 33,273    | 18,971    | 6,593   | 7,646     | 31,040    | 29,374    | 34,244    | 30,604    | 34,899    | 42,349    | 29,324    | 26,462    | 25,495    |
| Outros         | 530,336   | 429,914   | 287,233   | 73,685  | 161,348   | 565,150   | 542,466   | 543,307   | 673,458   | 727,946   | 851,528   | 674,682   | 651,235   | 636,977   |
| Total          | 6,773,619 | 5,908,341 | 3,630,031 | 745,871 | 2,146,435 | 6,353,141 | 6,621,376 | 6,588,770 | 6,546,696 | 6,305,838 | 6,429,852 | 5,813,342 | 5,676,843 | 5,433,354 |